# Oakdale
Oakdale je město ve Spojených státech amerických. Nachází se v okrese Stanislaus County ve státě Kalifornie v San Joaquin Valley na řece Stanislaus. Ve městě žije přibližně 23 tisíc obyvatel a jeho rozloha činí 15,8 km². Leží několik kilometrů severovýchodně od Modesta. Město je někdy přezdíváno Cowboy Capital of the World. 